# Zorocrates alternatus
Zorocrates alternatus är en spindelart som beskrevs av Willis J. Gertsch och Davis 1936. Zorocrates alternatus ingår i släktet Zorocrates och familjen Zorocratidae. Inga underarter finns listade i Catalogue of Life.